# Deyvis Orosco
Deyvis Juniors Orosco Atanacio (San Martín de Porres, 8 de septiembre de 1986)es un cantante, músico y actor peruano. Es el vocalista principal de la orquesta de cumbia Grupo Néctar, además de haber participado en series de televisión como protagonista.

## Biografía
Nacido en Lima el 8 de septiembre de 1986, es hijo del cantante Johnny Orosco y de Eva Atanasio.
Sus comienzos en el mundo de la música se dieron en el año 2006 con un proyecto titulado "Huellas de amor" siendo renombrada en 2007 como "Gotitas de lluvia". Sin embargo, no fue hasta el siguiente año en el que diera un paso importante en su carrera, pues tomaría las riendas del Grupo Néctar luego de que su padre, junto al resto de los integrantes fallecieran en un accidente de tránsito durante un tour que realizaban por la ciudad de Buenos Aires, Argentina.
Luego de esta tragedia, se convertiría en el líder principal de la agrupación junto a Martín Hinostroza , el hijo de Ricardo "Papita" Hinostroza, además de familiares y miembros que formaron en años anteriores parte del Grupo Néctar.
Al año siguiente, se le presenta la oportunidad de ser uno de los personajes principales de una serie juvenil que llevó por nombre La pre, teniendo gran éxito en Bolivia y Perú, lo que le sirvió para proyectar su carrera artística mucho más allá de las fronteras.
En 2013, realiza un evento en honor a su papá que llevó por nombre "Siempre vivo", en el que distintos artistas de gran talla juntaron sus voces para brindarle un gran espectáculo a los fanáticos del intérprete. Luego de esto, año tras año en el mes de mayo empezaría a brindarle un detalle con el nombre "Homenaje a Johnny Orosco", en donde junta a todos los seguidores del género en un solo show.
En 2017, condujo un programa de radio en la emisora Nueva Q, el mismo año produjo y actuó en la película Somos Néctar.
En 2018, protagoniza la novela juvenil Torbellino, 20 años después e ingresa al programa Los cuatro finalistas como jurado.

## Créditos

#### Televisión
| Año       | Título                      | Rol                      | Notas         |
| --------- | --------------------------- | ------------------------ | ------------- |
| 2008      | La pre                      | Deyvis                   | Rol principal |
| 2016      | El gran show                | Concursante (El desafío) | Invitado      |
| 2017      | ¡Qué tal sorpresa!          | Como él mismo            | Invitado      |
| 2018      | Torbellino, 20 años después | Marcos Vilcapoma         | Rol principal |
| 2018-2019 | Los cuatro finalistas       | Como él mismo            | Jurado        |
| 2019      | Chapa tu combi              | Como él mismo            | Invitado      |

#### Cine
| Año  | Título       | Rol           | Notas                     |
| ---- | ------------ | ------------- | ------------------------- |
| 2017 | Somos Néctar | Como él mismo | Participación y productor |

## Discografía
- 2015: Grupo Nectar en vivo

### Sencillos
- “Mundo ingrato” (2015)
- “La florcita” (2015)
- “Chiquita” (2015)
- “Botella de ron” (2015)
- “Muñeca” (2015)
- ”Cicatrices” (2015)
- ”Pecadora” (2015)

- 2016: Grandes éxitos

- “Aún te amo” (tema de La pre) (2008)
- “Ay cariñito” (2011)
- “Crees tu” (2015)
- “El amor de su vida” (2016)
- “De mi te vas a enamorar” (2007)
- ”Loco por ti” (2008)
- ”Homenaje a papá” (2007)
- ”El amor de su vida” (2016)
- ”En concierto” (2015)
- ”El primer beso” (1996) (tema cantado por Johnny Orosco)
- ”Gotitas de lluvia” (2006)
- ”Hoy me iré” (2014)
- ”Mundo Ingrato” (2015)
- ”No te creas tan importante” (2016)
- ”Pecadora” (2015)
- ”Piensa en mi” (2011)
- ”Te voy olvidar” (2016)
- ”Y te vi” (2009) (Tema de Al fondo hay sitio)

### Otras canciones
- “Una sola fuerza” junto a Fanny Lu, Sebastián Yatra, Alkilados, Mike Bahía, Marielle Hazlo y Martina La Peligrosa (2017)
- “No me vuelvo a enamorar”  (2017)
- ”Echame la culpa” junto a Jazmín Pinedo (2018)
- ”Amor a primera vista” junto a Corazón Serrano y Jota Benz (2020)
- ”Fiesta” junto a Janick Maceta y Kayfex (2022)

## Premios y nominaciones
| Año  | Premio           | Categoría           | Nominación a                                              | Resultado | Ref.  |
| ---- | ---------------- | ------------------- | --------------------------------------------------------- | --------- | ----- |
| 2021 | Premios Radiomar | La caliente del año | «Amor a primera vista» (con Amy Gutiérrez y Cielo Torres) | Pendiente | [ 8 ] |